# Alois Koch (Theologe)
Alois Koch SJ (* 27. Dezember 1932 in Kirsch bei Schweich; † 2. Februar 2009 in Köln) war ein deutscher römisch-katholischer Theologe.

## Leben
Er trat 1953 in das Noviziat der Jesuiten ein. Von 1968 bis 1970 war er Religionslehrer an der Sankt-Ansgar-Schule in Hamburg. Er war dann Religionslehrer und Jugendseelsorger in Bremen (1970–1986). Nach der Promotion in Innsbruck 1977 wirkte er als Missionsprokurator der Deutschen Japanmission in Köln (1986–1997).
Seine Hauptarbeitsgebiete waren Sportethik und Leibwertung im antiken und christlichen Denken.

## Schriften (Auswahl)
- Inhumaner Hochleistungssport. Ethische Reflexionen. Ahrensburg 1986, ISBN 3-88020-149-8.
- All meine Quellen entspringen in Dir. Ansprachen. Bergisch Gladbach 1992, ISBN 3-87314-270-8.
- Die Lichtflamme des Glaubens hüten. Ansprachen. Bergisch Gladbach 1995, ISBN 3-87314-304-6.
- Der Sport am Scheideweg. Beiträge zu einer Sportethik. München 1995, ISBN 3-85400-004-9.